# Moi... Lolita
«Moi... Lolita» («Yo... Lolita») es el primer sencillo de la cantante francesa Alizée, publicado en el año 2000, siendo muy popular en Francia, España, Bélgica, Austria, Países Bajos, Siria, Ucrania, Grecia, Rusia, Italia, Alemania, Polonia y el Reino Unido. Es una de las pocas canciones en francés, o en cualquier otro idioma que no sea el inglés, que llegó a ser un éxito Top 10 en el Reino Unido.
La canción fue escrita por Mylène Farmer y compuesta por Laurent Boutonnat.

## Letra y música
La canción, como la mayoría de los temas compuestos por Mylène Farmer, hace referencia a personajes literarios y escritores, usa metáforas con un texto rebuscado y complejo.
La canción fue fundamental para mostrar la imagen de Alizée como el de una seductora Lolita, personaje de la novela de Vladimir Nabokov.
La letra de la canción también hace varias referencias a la cantante y autora del tema, Mylène Farme.
La música fue compuesta íntegramente por Laurent Boutonnat.

## Videoclip
El videoclip se desarrolla en lo que parece ser un trigal (campo de trigo) en el que Alizée interpreta un papel, el de Lolita. En la primera parte ella huye de un pretendiente, le pide dinero y se va; más tarde llega a su casa, y su madrastra, que está tendiendo la ropa, se enfada y le grita. Luego le lanza una canasta con ropa mojada. Alizée y su hermanita (en el videoclip) toman el autobús mientras su pretendiente trata de alcanzarla. 
En la segunda parte Alizée se encuentra en lo que parece ser una discoteca, sienta a su hermanita y va a cambiarse y ponerse guapa. Después se pone a bailar. A lo largo del videoclip Alizée canta en un estudio. Al final regresan a su casa mientras el pretendiente va detrás de ellas. 
El videoclip se estrenó el 26 de julio de 2000 en el programa M comme musique, de la cadena M6 de la televisión francesa, y fue dirigido por Laurent Boutonant.

## Listas
A pesar de no alcanzar la primera posición en Francia, es una de las canciones de mayor éxito en este país, estando en el top 5 durante 24 semanas consecutivas, aunque fue incapaz de alcanzar la primera posición, ocupada por "Les Rois du monde", de Gregori Baquet, Damien Sargue y Philippe D'Avila, durante 17 semanas no consecutivas.
Cuando el siguiente sencillo "L'Alizé" alcanzó el número 1, "Moi... Lolita" se encontraba todavía en la posición número 3. La canción fue certificada con disco de oro dos meses después de su publicación y, eventualmente, con disco de diamantes por la SNEP por un mínimo de 750.000 copias vendidas. En total, la canción vendió más de 1.282.000 copias, convirtiéndose en el trigésimo primer sencillo más vendido en Francia.
También alcanzó el número 1 de los 40 principales, en España, el 13 de abril de 2002 y el número 1 en las listas españolas de PROMUSICAE el 3 de marzo de 2002.

## Nuevas versiones
Alizée sacó una versión de esta canción debido a que ella posee los derechos de la letra, pero no de la música. Esta versión fue cantada por primera vez en el show "Star Academy" en el año 2007, habiendo sido editada suprimiendo el famoso "LO-LI-TA" por una parte de una canción de Madonna. Esta versión se ha utilizado desde entonces en presentaciones de TV y en sus conciertos.
En 2010 sacó una nueva versión de este éxito, regresando a la letra original al incluir el famoso LO-LI-TA. Esta versión fue producida por Chateau Marmont con un sonido más electrónico, y se presentó el día 12 de mayo en el programa Generation 90, siendo trasmitida oficialmente el 31 de julio de dicho año.
| País         | Posición | Semanas | Semanas en lista |
| ------------ | -------- | ------- | ---------------- |
| España       | 1        |         |                  |
| Italia       | 1        |         |                  |
| Bélgica      | 12       |         |                  |
| Francia      | 2        | 1       | 1                |
| Países Bajos | 2        |         |                  |
| Alemania     | 5        |         |                  |
| Austria      | 5        |         |                  |
| Dinamarca    | 9        |         |                  |
| Reino Unido  | 9        |         |                  |
| Suiza        | 11       |         |                  |
| Suecia       | 1        |         |                  |